# Фйоарт Йонузі
Фйоарт Йонузі (алб. Fjoart Jonuzi, нар. 9 липня 1996, Кукес) — албанський футболіст, півзахисник клубу «Динамо» (Тирана) та юнацької збірної Албанії.
Виступав також за клуби «Кукесі» та «Тирана».
Триразовий володар Кубка Албанії.

## Клубна кар'єра
Народився 9 липня 1996 року в місті Кукес. Вихованець футбольної школи клубу «Кукесі». Дорослу футбольну кар'єру розпочав 2012 року в основній команді того ж клубу, в якій провів п'ять сезонів, взявши участь у 18 матчах чемпіонату. 
Згодом з 2017 по 2023 рік грав у складі команд «Лачі», «Г'їлані» та «Влазнія».
Своєю грою за останню команду привернув увагу представників тренерського штабу клубу «Тирана», до складу якого приєднався 2023 року. Відіграв за команду з Тирани наступні два сезони своєї ігрової кар'єри. Більшість часу, проведеного у складі «Тирани», був основним гравцем команди.
До складу клубу «Динамо» (Тирана) приєднався 2025 року. Станом на 24 лютого 2025 року відіграв за команду з Тирани 4 матчі в національному чемпіонаті.

## Виступи за збірну
У 2014 році дебютував у складі юнацької збірної Албанії (U-19), загалом на юнацькому рівні взяв участь у 1 іграх.

## Статистика виступів

### Статистика клубних виступів
Станом на 10 листопада 2024
| Сезон              | Команда            | Чемпіонат          | Чемпіонат | Чемпіонат | Національний кубок | Національний кубок | Національний кубок | Континентальні кубки | Континентальні кубки | Континентальні кубки | Інші змагання | Інші змагання | Інші змагання | Усього | Усього |
| Сезон              | Команда            | Ліга               | Ігор      | Голів     | Ліга               | Ігор               | Голів              | Ліга                 | Ігор                 | Голів                | Ліга          | Ігор          | Голів         | Ігор   | Голів  |
| ------------------ | ------------------ | ------------------ | --------- | --------- | ------------------ | ------------------ | ------------------ | -------------------- | -------------------- | -------------------- | ------------- | ------------- | ------------- | ------ | ------ |
| жовт. 2012–13      | «Кукесі»           | СЛ                 | 0         | 0         | КА                 | 2                  | 0                  | -                    | -                    | -                    | -             | -             | -             | 2      | 0      |
| 2013–14            | «Кукесі»           | СЛ                 | 2         | 0         | КА                 | 2                  | 1                  | ЛЄ                   | 0                    | 0                    | -             | -             | -             | 4      | 1      |
| 2014–15            | «Кукесі»           | СЛ                 | 3         | 0         | КА                 | 5                  | 1                  | ЛЄ                   | -                    | -                    | -             | -             | -             | 8      | 1      |
| 2015–16            | «Кукесі»           | СЛ                 | 13        | 0         | КА                 | 5                  | 2                  | ЛЄ                   | -                    | -                    | -             | -             | -             | 18     | 2      |
| 2016-січ. 2017     | «Кукесі»           | СЛ                 | 0         | 0         | КА                 | 4                  | 0                  | ЛЄ                   | 0                    | 0                    | СКА           | -             | -             | 4      | 0      |
| Усього за «Кукесі» | Усього за «Кукесі» | Усього за «Кукесі» | 18        | 0         |                    | 18                 | 4                  |                      | 0                    | 0                    |               | -             | -             | 36     | 4      |
| січ.-черв. 2017    | «Лачі»             | СЛ                 | 18        | 3         | КА                 | 1                  | 0                  | -                    | -                    | -                    | -             | -             | -             | 19     | 3      |
| 2017–18            | «Лачі»             | СЛ                 | 33        | 1         | КА                 | 5                  | 0                  | -                    | -                    | -                    | -             | -             | -             | 38     | 1      |
| 2018–19            | «Лачі»             | СЛ                 | 31        | 0         | КА                 | 4                  | 0                  | ЛЄ                   | 4                    | 0                    | СКА           | 1             | 0             | 40     | 0      |
| Усього за Laçi     | Усього за Laçi     | Усього за Laçi     | 82        | 4         |                    | 10                 | 0                  |                      | 4                    | 0                    |               | 1             | 0             | 97     | 4      |
| 2019–20            | «Г'їлані»          | СЛ                 | 27        | 2         | КК                 | 1                  | 1                  | -                    | -                    | -                    | -             | -             | -             | 28     | 3      |
| серп.-вер. 2020    | «Г'їлані»          | СЛ                 | 0         | 0         | КК                 | 0                  | 0                  | ЛЄ                   | 2                    | 0                    | -             | -             | -             | 2      | 0      |
| Усього за Gjilani  | Усього за Gjilani  | Усього за Gjilani  | 27        | 2         |                    | 1                  | 1                  |                      | 2                    | 0                    |               | -             | -             | 30     | 3      |
| 2020–21            | «Влазнія»          | СЛ                 | 33        | 0         | КА                 | 5                  | 1                  | -                    | -                    | -                    | -             | -             | -             | 38     | 1      |
| 2021–22            | «Влазнія»          | СЛ                 | 33        | 2         | КА                 | 4                  | 0                  | ЛК                   | 4                    | 0                    | СКА           | 1             | 0             | 42     | 2      |
| 2022–23            | «Влазнія»          | СЛ                 | 35        | 7         | КА                 | 7                  | 1                  | ЛК                   | 2                    | 0                    | СКА           | 1             | 0             | 45     | 8      |
| Усього за Vllaznia | Усього за Vllaznia | Усього за Vllaznia | 101       | 9         |                    | 16                 | 2                  |                      | 6                    | 0                    |               | 2             | 0             | 125    | 11     |
| 2023–24            | «Тирана»           | СЛ                 | 32        | 2         | КА                 | 4                  | 0                  | ЛК                   | 4                    | 0                    | -             | -             | -             | 40     | 2      |
| 2024–25            | «Тирана»           | СЛ                 | 13        | 0         | КА                 | 0                  | 0                  | ЛК                   | 2                    | 0                    | -             | -             | -             | 15     | 0      |
| Усього за Tirana   | Усього за Tirana   | Усього за Tirana   | 45        | 2         |                    | 4                  | 0                  |                      | 6                    | 0                    |               | -             | -             | 55     | 2      |
| Усього за кар'єру  | Усього за кар'єру  | Усього за кар'єру  | 273       | 17        |                    | 49                 | 7                  |                      | 18                   | 0                    |               | 3             | 0             | 343    | 24     |

## Титули і досягнення
- Володар Кубка Албанії (3):

«Влазнія»: 2020-2021, 2021-2022
«Динамо» (Тирана): 2024-2025